# Vitakridrinda
Vitakridrinda sulaimani
Genre
Espèce
Vitakridrinda, également connu sous le nom de Vitaridrinda, est un genre fossile de dinosaures théropodes du Crétacé supérieur retrouvé au Baloutchistan, dans l'ouest du Pakistan.
L'espèce type et seule espèce, Vitakridrinda sulaimani, a été nommée et décrite par M. S. Malkani en 2006.
L'holotype a été découvert par une équipe de paléontologues du « Geological Survey of Pakistan » près de Vitariki, dans une strate datée du Maastrichtien de la formation de Pab,.